# Imadoki
Imadoki! (イマドキ!? lett. "Ai giorni nostri!") è un manga di Yuu Watase in cinque volumetti, pubblicato in Italia da Play Press nel 2005. È una commedia scolastica che tratta dei temi cari ai giovani liceali.

## Trama
È la storia di Tanpopo Yamazaki, una ragazza sedicenne dell'Hokkaidō che vive sola con i nonni poiché non ha più i genitori. Dopo le scuole medie, la ragazza viene ammessa alla Meio, una scuola prestigiosa di Tokyo.
Trasferitasi in città, vive da sola in un appartamento con la sua piccola volpetta Poplar. Il giorno prima dell'inizio della scuola, va a fare un giro nei paraggi dell'edificio, ed incontra un ragazzo con cui tenta di fare amicizia. Il giorno dopo lo incontra di nuovo a scuola, ma lui fa finta di non conoscerla. Il ragazzo si chiama Koki Kugyo e fa parte di una delle più ricche e prestigiose famiglie di Tokyo. È sempre circondato da molta gente per il suo grado sociale, ma in realtà lui stesso sa che queste persone sono tutte delle opportuniste e che non tengono davvero alla sua amicizia.
Tanpopo determinatissima, decide di voler diventare sua amica, nonostante non sia facile, poiché tutti la prendono in giro, ad eccezione di Tsukiko Saionji con cui riesce a fare amicizia. Figlia anche lei di una famiglia molto ricca, sogna di conquistare Koki per coronare i suoi sogni di ricchezza. Tanpopo propone un club di giardinaggio, che verrà approvato e a cui parteciperanno sia Koki che Tsukiko.
A loro, presto si aggiungeranno Aoi Kyougoku, un compagno di classe di Tanpopo che è davvero un bravo hacker, e Arisa Uchimura una ragazza molto appariscente, che rimarrà incinta di Ogata, il ragazzo che lei ama, ma che non vuole saperne nulla né di lei né del bambino.
Tanpopo si accorge di essersi innamorata di Koki, ma scopre che lui è già fidanzato con Erika Yanahara, promessa in sposa da sempre al fratello maggiore, che però è scappato via, mollando tutti. Tante avventure coinvolgeranno i personaggi, ma Tanpopo con la sua determinatezza, riuscirà sempre a spuntarla.

## Personaggi
Tanpopo Yamazaki
È la protagonista, viene dallo Hokkaidō ed è vivace, determinata, allegra ed estroversa. I suoi genitori sono morti e vive coi nonni. Nonostante le situazioni più difficili, non piange mai, e prende la vita con un sorriso. Ben presto si rende conto di amare Koki con cui ha fondato il club di giardinaggio, essendo entrambi amanti dei fiori. Il suo nome significa “soffione”, ovvero il tipico fiorellino di campo, che ha un ruolo particolare nella storia.
Koki Kugyou
È un ragazzo che proviene da una famiglia ricchissima e influente. Ha un atteggiamento freddo con tutti, poiché pensa sempre che tutti lo cerchino solo per interesse. In realtà ha un animo buono e gentile e una passione per il giardinaggio. Ricambia l'amore di Tanpopo, ma non può dedicarsi a lei per colpa di Erika.
Tsukiko Saionji
Proviene da una famiglia altolocata ed è considerata al pari della famiglia di Kouki, di cui è innamorata, soprattutto per questioni di patrimonio. Entra nel club di giardinaggio perché molto amica di Tanpopo, e perché vuole stare sempre appiccicata a Koki. Nonostante le sue ambizioni, si rivela essere una persona gentile, e si legherà molto a Tanpopo.
Aoi Kyougoku
È nella stessa classe di Tanpopo ed è un hacker molto furbo e intelligente. Ha sempre con sé il suo computer e si isola dal resto della classe. Crede nella vera amicizia e si iscrive al club di giardinaggio.
Arisa Uchimura
È una ragazza molto alla moda, sempre molto truccata, abbronzata e vestita alla moda. È ricca di famiglia e il padre le è molto affezionato. Arisa è innamorata di Ogata, un ragazzo insensibile con cui ha avuto una storia, ma che dopo averla lasciata incinta le dà i soldi per abortire. Nonostante il rifiuto, decide di tenere il bambino e lo fa nascere. Comprende i sentimenti di Tanpopo e la incoraggia a non rinunciare al suo amore nonostante la situazione.
Erika Yanahara
È l'erede di una ricca famiglia, che le ha imposto sin da piccola, di diventare la moglie di Youji Kugyou per questioni di affari. Quando il ragazzo scappa, lei diventa debole di salute e Koki per non buttarla giù di morale, accetta il ruolo che sarebbe spettato al fratello. Erika si iscrive alla loro scuola, e cerca in tutti i modi di stare sempre con Koki e approfittarsi della sua bontà, mettendo in difficoltà anche Tanpopo.
Youhi Kugyou
Fratello maggiore di Koki, scappa di casa per fare il fotografo e per scampare al destino impostogli dalla sua famiglia. Ritornerà a casa, diventerà molto amico di Tanpopo, ma non vorrà saperne di sposare Erika e sottostare al volere e agli interessi della famiglia.
Poplar
È la volpetta di Tanpopo, che porta con sé in città dallo Hokkaidō. È protettiva nei confronti della padroncina anche perché l'ha con sé da tanti anni. Il suo nome significa “pioppo”.

## Volumi
| Nº | Data di prima pubblicazione | Data di prima pubblicazione | Data di prima pubblicazione |
| Nº | Giapponese                  | Giapponese                  | Italiano                    |
| -- | --------------------------- | --------------------------- | --------------------------- |
| 1  | 24 agosto 2000              | ISBN 4-09-137473-5          | 14 febbraio 2005            |
| 2  | 25 novembre 2000            | ISBN 4-09-137474-3          | 16 marzo 2005               |
| 3  | 24 febbraio 2001            | ISBN 4-09-137475-1          | 11 maggio 2005              |
| 4  | 26 maggio 2001              | ISBN 4-09-137476-X          | 13 giugno 2005              |
| 5  | 26 luglio 2001              | ISBN 4-09-137477-8          | 9 agosto 2005               |